# Formule Renault 3.5 Series 2013
Het Formule Renault 3.5 Series-seizoen 2013 is het zestiende Formule Renault 3.5 Series-seizoen en het negende onder deze naam. Het seizoen bestaat uit 17 races, verdeeld over 9 ronden. Regerend kampioen Robin Frijns zal zijn titel niet verdedigen. Hij is aangetrokken als testrijder van het Formule 1-team Sauber.
Kevin Magnussen behaalde de titel in de eerste race van het laatste raceweekend op het Circuit de Catalunya met een overwinning, terwijl zijn laatste concurrent Stoffel Vandoorne op de derde plaats eindigde.

## Teams en coureurs
| Team                               | Nr. | Coureur                | Ronden |
| ---------------------------------- | --- | ---------------------- | ------ |
| Tech 1 Racing                      | 1   | Mikhail Aleshin        | Alle   |
| Tech 1 Racing                      | 2   | Nigel Melker           | Alle   |
| Arden Caterham                     | 3   | António Félix da Costa | Alle   |
| Arden Caterham                     | 4   | Pietro Fantin          | Alle   |
| Fortec Motorsports                 | 5   | Stoffel Vandoorne      | Alle   |
| Fortec Motorsports                 | 6   | Oliver Webb            | Alle   |
| ISR                                | 7   | Sergej Sirotkin        | Alle   |
| ISR                                | 8   | Christopher Zanella    | Alle   |
| Lotus                              | 9   | Marco Sørensen         | Alle   |
| Lotus                              | 10  | Marlon Stöckinger      | Alle   |
| Carlin                             | 11  | Carlos Huertas         | Alle   |
| Carlin                             | 12  | Jazeman Jaafar         | Alle   |
| SMP Racing by Comtec               | 15  | Daniil Move            | Alle   |
| SMP Racing by Comtec               | 16  | Lucas Foresti          | Alle   |
| International Draco Racing         | 17  | André Negrão           | Alle   |
| International Draco Racing         | 18  | Nico Müller            | Alle   |
| DAMS                               | 19  | Norman Nato            | Alle   |
| DAMS                               | 20  | Kevin Magnussen        | Alle   |
| P1 Motorsport P1 by Strakka Racing | 21  | Will Stevens           | Alle   |
| P1 Motorsport P1 by Strakka Racing | 22  | Matias Laine           | Alle   |
| Zeta Corse                         | 23  | Mihai Marinescu        | 1-2    |
| Zeta Corse                         | 23  | Carlos Sainz jr.       | 3-4    |
| Zeta Corse                         | 23  | William Buller         | 5-9    |
| Zeta Corse                         | 24  | Emmanuel Piget         | 1      |
| Zeta Corse                         | 24  | Mathéo Tuscher         | 2      |
| Zeta Corse                         | 24  | Nick Yelloly           | 3      |
| Zeta Corse                         | 24  | Mihai Marinescu        | 4-5    |
| Zeta Corse                         | 24  | Riccardo Agostini      | 6      |
| Zeta Corse                         | 24  | Carlos Sainz jr.       | 7-9    |
| Pons Racing                        | 25  | Zoël Amberg            | Alle   |
| Pons Racing                        | 26  | Nikolay Martsenko      | Alle   |
| AV Formula                         | 27  | Arthur Pic             | Alle   |
| AV Formula                         | 28  | Yann Cunha             | Alle   |

### Rijders veranderingen
Van team veranderd
- Mikhail Aleshin: Team RFR → Tech 1 Racing
- Yann Cunha: Pons Racing → AV Formula
- Lucas Foresti: DAMS → SMP Racing by Comtec
- Carlos Huertas: Fortec Motorsports → Carlin
- Kevin Magnussen: Carlin → DAMS
- Nikolay Martsenko: BVM Target → Pons Racing
- Nigel Melker: Lotus → Tech 1 Racing
- Daniil Move: P1 Motorsport → SMP Racing by Comtec
- Arthur Pic: DAMS → AV Formula
- Sergej Sirotkin: BVM Target → ISR
- Will Stevens: Carlin → P1 by Strakka Racing

Nieuw/teruggekeerd in WSR
- William Buller: GP3 Series (Carlin) → Zeta Corse
- Pietro Fantin: Britse Formule 3 (Carlin) → Arden Caterham
- Jazeman Jaafar: Britse Formule 3 (Carlin) → Carlin
- Matias Laine: GP3 Series (MW Arden) → P1 by Strakka Racing
- Norman Nato: Eurocup Formule Renault 2.0 (RC Formula) → DAMS
- Carlos Sainz jr.: GP3 Series (MW Arden) → Zeta Corse
- Marlon Stöckinger: GP3 Series (Status Grand Prix) → Lotus
- Stoffel Vandoorne: Eurocup Formule Renault 2.0 (Josef Kaufmann Racing) → Fortec Motorsports
- Oliver Webb: Indy Lights (Sam Schmidt Motorsports) → Fortec Motorsports
- Christopher Zanella: Formule 2 (MotorSport Vision) → ISR

Uit de WSR
- Daniel Abt: Tech 1 Racing → GP2 Series (ART Grand Prix)
- Jules Bianchi: Tech 1 Racing → Formule 1 (Marussia)
- Sam Bird: ISR → GP2 Series (Russian Time)
- Robin Frijns: Fortec Motorsports → Formule 1 (testrijder Sauber)
- Vittorio Ghirelli: Comtec Racing → Auto GP (Super Nova International)
- Walter Grubmüller: P1 Motorsport → ?
- Tamás Pál Kiss: BVM Target → Auto GP (MLR 71/Zele Racing/Ibiza Racing Team)
- Kevin Korjus: Tech 1 Racing/Lotus → GP3 Series (Koiranen GP)
- Anton Nebylitskiy: Team RFR → ?
- César Ramos: Lotus → Blancpain Endurance Series (Kessel Racing)
- Davide Rigon: BVM Target → Blancpain Endurance Series (Kessel Racing)
- Jake Rosenzweig: ISR → GP2 Series (Barwa Addax Team)
- Alexander Rossi: Arden Caterham → GP2 Series (Caterham Racing)
- Richie Stanaway: Lotus → Porsche Supercup (DAMS)
- Aaro Vainio: Team RFR → GP3 Series (Koiranen GP)
- Giovanni Venturini: BVM Target → GP3 Series (Trident Racing)
- Lewis Williamson: Arden Caterham → GP3 Series (Bamboo Engineering)
- Daniel Zampieri: BVM Target → Blancpain Endurance Series (Kessel Racing)

Tijdens het seizoen
- Voor de ronde op het Motorland Aragón verving de Zwitser Mathéo Tuscher de Fransman Emmanuel Piget bij het team Zeta Corse.
- Voor de ronde op het Circuit de Monaco verving de Spanjaard Carlos Sainz jr. de Roemeen Mihai Marinescu bij het team Zeta Corse.
- Voor de ronde op het Circuit de Monaco verving de Brit Nick Yelloly de Zwitser Mathéo Tuscher bij het team Zeta Corse.
- Voor de ronde op Spa-Francorchamps verving de Roemeen Mihai Marinescu de Brit Nick Yelloly bij het team Zeta Corse.
- Voor de ronde op de Moscow Raceway verving de Brit William Buller de Spanjaard Carlos Sainz jr. bij het team Zeta Corse.
- Voor de ronde op de Red Bull Ring verving de Italiaan Riccardo Agostini de Roemeen Mihai Marinescu bij het team Zeta Corse.
- Voor de ronde op de Hungaroring verving de Spanjaard Carlos Sainz jr. de Italiaan Riccardo Agostini bij het team Zeta Corse.

### Teams veranderingen
- Het Russische Team RFR verlaat het kampioenschap en wordt vervangen door AV Formula.
- Het Italiaanse team BVM Target stond niet op de inschrijvingslijst van november 2012. Het team werd vervolgens opgesplitst in twee inschrijvingen: Zeta Management en MT Motorsport. Het team werd uiteindelijk opgenomen in de inschrijvingslijst onder de naam Zeta Corse.
- In de eerste ronde op het Autodromo Nazionale Monza was P1 Motorsport onder deze naam bekend. De maandag na dat raceweekend nam Strakka Racing een deel van het team over, waardoor het team verderging als P1 by Strakka Racing.

## Races
- Op 20 oktober 2012 werd de WSR-kalender van 2013 bekend. De ronden op de Red Bull Ring en het Autodromo Nazionale Monza zijn nieuw, terwijl de ronden op de Nürburgring en op Silverstone zijn geschrapt. De kalender telt 17 races.

| Ronde | Ronde | Circuit                        | Datum        | Pole Position          | Snelste ronde          | Winnend coureur        | Winnend team               |
| ----- | ----- | ------------------------------ | ------------ | ---------------------- | ---------------------- | ---------------------- | -------------------------- |
| 1     | R1    | Autodromo Nazionale Monza      | 6 april      | Stoffel Vandoorne      | Will Stevens           | Stoffel Vandoorne      | Fortec Motorsports         |
| 1     | R2    | Autodromo Nazionale Monza      | 7 april      | António Félix da Costa | Arthur Pic             | António Félix da Costa | Arden Caterham             |
| 2     | R1    | Motorland Aragón               | 27 april     | Kevin Magnussen        | Kevin Magnussen        | Kevin Magnussen        | DAMS                       |
| 2     | R2    | Motorland Aragón               | 28 april     | Norman Nato            | Carlos Huertas         | Carlos Huertas         | Carlin                     |
| 3     | 3     | Circuit de Monaco              | 26 mei       | Nico Müller            | Nigel Melker           | Nico Müller            | International Draco Racing |
| 4     | R1    | Spa-Francorchamps              | 1 juni       | Kevin Magnussen        | Lucas Foresti          | Kevin Magnussen        | DAMS                       |
| 4     | R2    | Spa-Francorchamps              | 2 juni       | Kevin Magnussen        | Kevin Magnussen        | Stoffel Vandoorne      | Fortec Motorsports         |
| 5     | R1    | Moscow Raceway                 | 22 juni      | Stoffel Vandoorne      | Stoffel Vandoorne      | Stoffel Vandoorne      | Fortec Motorsports         |
| 5     | R2    | Moscow Raceway                 | 23 juni      | Stoffel Vandoorne      | Stoffel Vandoorne      | Stoffel Vandoorne      | Fortec Motorsports         |
| 6     | R1    | Red Bull Ring                  | 20 juli      | Marco Sørensen         | Nigel Melker           | Marco Sørensen         | Lotus                      |
| 6     | R2    | Red Bull Ring                  | 21 juli      | Marco Sørensen         | Marco Sørensen         | Marco Sørensen         | Lotus                      |
| 7     | R1    | Hungaroring                    | 14 september | André Negrão           | Carlos Sainz jr.       | Nico Müller            | International Draco Racing |
| 7     | R2    | Hungaroring                    | 15 september | Kevin Magnussen        | António Félix da Costa | António Félix da Costa | Arden Caterham             |
| 8     | R1    | Circuit Paul Ricard            | 28 september | Kevin Magnussen        | Kevin Magnussen        | António Félix da Costa | Arden Caterham             |
| 8     | R2    | Circuit Paul Ricard            | 29 september | Kevin Magnussen        | António Félix da Costa | Kevin Magnussen        | DAMS                       |
| 9     | R1    | Circuit de Barcelona-Catalunya | 19 oktober   | Kevin Magnussen        | Kevin Magnussen        | Kevin Magnussen        | DAMS                       |
| 9     | R2    | Circuit de Barcelona-Catalunya | 20 oktober   | Kevin Magnussen        | Will Stevens           | Kevin Magnussen        | DAMS                       |

## Kampioenschap

### Coureurs
| Pos | Coureur                | MNZ | MNZ | ARA | ARA | MON | SPA | SPA | MOS | MOS | RBR | RBR | HUN | HUN | LEC | LEC | ESP | ESP | Punten |
| --- | ---------------------- | --- | --- | --- | --- | --- | --- | --- | --- | --- | --- | --- | --- | --- | --- | --- | --- | --- | ------ |
| 1   | Kevin Magnussen        | 2   | 2   | 1   | 9   | 4   | 1   | 3   | 11  | 2   | 3   | 3   | 2   | 2   | DSQ | 1   | 1   | 1   | 274    |
| 2   | Stoffel Vandoorne      | 1   | 3   | 8   | 3   | 9   | 13  | 1   | 1   | 1   | DNF | DNF | 4   | 3   | 2   | DNF | 3   | 2   | 214    |
| 3   | António Félix da Costa | DNF | 1   | 13  | 7   | 5   | 2   | 4   | 2   | DNF | 7   | DNF | DNF | 1   | 1   | 3   | 4   | 13  | 172    |
| 4   | Will Stevens           | 18  | DNF | 2   | 4   | 7   | DNF | 2   | 4   | 3   | 4   | 6   | 8   | DNF | 5   | 13  | 2   | 3   | 148    |
| 5   | Nico Müller            | 13  | 5   | DNF | 5   | 1   | DNF | 5   | 7   | 4   | 13  | 8   | 1   | 5   | 10  | 2   | 12  | 4   | 143    |
| 6   | Nigel Melker           | 5   | 11  | 6   | 6   | 17  | 3   | 6   | 3   | 15  | 2   | 2   | 6   | 4   | DNF | 4   | DNF | 8   | 136    |
| 7   | Marco Sørensen         | 19  | 18  | 9   | 10  | 2   | 5   | 10  | 10  | 17  | 1   | 1   | 12  | 9   | 4   | 5   | DNF | 7   | 113    |
| 8   | Arthur Pic             | 6   | 4   | 3   | DNF | 10  | 4   | DNF | 12  | 16  | 5   | 20  | 9   | DNF | 6   | 7   | DNF | DNF | 74     |
| 9   | Sergej Sirotkin        | DNF | 19  | 4   | 2   | 22  | 18  | 8   | DNS | 11  | DNF | 4   | 3   | 12  | DNS | DNF | DNF | DNF | 61     |
| 10  | André Negrão           | 11  | 13  | DNF | 8   | 12  | 7   | DNF | 6   | 6   | 9   | 11  | 21  | 6   | 3   | 11  | DNF | DNF | 51     |
| 11  | William Buller         |     |     |     |     |     |     |     | 5   | 20  | 6   | 5   | DNF | 16  | 8   | 8   | 5   | DNF | 46     |
| 12  | Michail Aljosjin       | 15  | 14  | 10  | 11  | 8   | 14  | DNF | 16  | 5   | DNF | 18  | 5   | 13  | 17  | 6   | DNF | 14  | 33     |
| 13  | Norman Nato            | 10  | 6   | 5   | 20  | DNF | 15  | 15  | 13  | 10  | DNF | 10  | 15  | 11  | 18  | 9   | DNF | 5   | 33     |
| 14  | Carlos Huertas         | 16  | 16  | 20  | 1   | 15  | 10  | DNF | 15  | 19  | DNF | DNF | 17  | 8   | DNF | 18  | DNF | 18  | 30     |
| 15  | Oliver Webb            | 4   | 9   | 11  | 17  | 11  | 12  | 9   | 9   | 7   | DNS | 16  | 16  | 10  | 13  | 22  | 10  | 10  | 27     |
| 16  | Christopher Zanella    | 3   | 8   | 7   | DNF | DNF | 11  | 13  | 22  | 23  | 16  | 14  | DNF | 19  | DNF | 19  | DNF | 11  | 25     |
| 17  | Jazeman Jaafar         | 7   | DNF | 18  | 12  | 3   | 9   | 19  | DNF | 13  | 10  | 13  | 20  | 20  | 14  | 14  | DNS | DNS | 24     |
| 18  | Marlon Stöckinger      | 14  | 12  | 19  | DNS | DNF | 20  | 17  | 8   | 12  | 8   | 7   | 13  | 7   | 15  | 10  | DNF | 9   | 23     |
| 19  | Carlos Sainz jr.       |     |     |     |     | 6   | DNF | 18  |     |     |     |     | 7   | 22  | 16  | DNF | DNF | 6   | 22     |
| 20  | Nikolay Martsenko      | DNF | DNF | 12  | 21  | 21  | 6   | 7   | DNF | 14  | DNF | DNF | 11  | DNF | 7   | 12  | 13  | 17  | 20     |
| 21  | Pietro Fantin          | DNF | 7   | DNF | 18  | DNF | 16  | 12  | 18  | 8   | DNF | 9   | DNF | 14  | 11  | 20  | 9   | 20  | 14     |
| 22  | Daniil Move            | DNF | NC  | 21  | 15  | 13  | 8   | DNF | 17  | 9   | 14  | 17  | 18  | DNF | 9   | 21  | 8   | DNF | 12     |
| 23  | Matias Laine           | 9   | DNF | 16  | 14  | 19  | 17  | 11  | 14  | 21  | DNF | 15  | 10  | 15  | DNF | 16  | 7   | 16  | 9      |
| 24  | Zoël Amberg            | 12  | 20  | 17  | 19  | 20  | 19  | 16  | 21  | 22  | 11  | 19  | 19  | 18  | 12  | 15  | 6   | 12  | 8      |
| 25  | Mihai Marinescu        | 8   | 10  | DNF | DNF |     | 21  | 14  | 20  | 18  |     |     |     |     |     |     |     |     | 5      |
| 26  | Lucas Foresti          | DNF | DNF | 14  | 16  | 16  | 22  | DNF | DNF | DNS | 12  | 21  | 14  | 17  | DNF | 17  | 11  | 15  | 0      |
| 27  | Yann Cunha             | DNF | 15  | 15  | 13  | 18  | DNF | DNF | 19  | DNF | 15  | 12  | DNF | 21  | DNF | DNF | DNF | 19  | 0      |
| 28  | Nick Yelloly           |     |     |     |     | 14  |     |     |     |     |     |     |     |     |     |     |     |     | 0      |
| 29  | Emmanuel Piget         | 17  | 17  |     |     |     |     |     |     |     |     |     |     |     |     |     |     |     | 0      |
| 30  | Mathéo Tuscher         |     |     | 22  | 22  |     |     |     |     |     |     |     |     |     |     |     |     |     | 0      |
| -   | Riccardo Agostini      |     |     |     |     |     |     |     |     |     | DNF | DNF |     |     |     |     |     |     | 0      |
| Pos | Coureur                | MNZ | MNZ | ARA | ARA | MON | SPA | SPA | MOS | MOS | RBR | RBR | HUN | HUN | LEC | LEC | ESP | ESP | Punten |

### Teams
| Pos | Team                               | No. | MNZ | MNZ | ARA | ARA | MON | SPA | SPA | MOS | MOS | RBR | RBR | HUN | HUN | LEC | LEC | ESP | ESP | Punten |
| --- | ---------------------------------- | --- | --- | --- | --- | --- | --- | --- | --- | --- | --- | --- | --- | --- | --- | --- | --- | --- | --- | ------ |
| 1   | DAMS                               | 19  | 10  | 6   | 5   | 20  | DNF | 15  | 15  | 13  | 10  | DNF | 10  | 15  | 11  | 18  | 9   | DNF | 5   | 307    |
| 1   | DAMS                               | 20  | 2   | 2   | 1   | 9   | 4   | 1   | 3   | 11  | 2   | 3   | 3   | 2   | 2   | DSQ | 1   | 1   | 1   | 307    |
| 2   | Fortec Motorsports                 | 5   | 1   | 3   | 8   | 3   | 9   | 13  | 1   | 1   | 1   | DNF | DNF | 4   | 3   | 2   | DNF | 3   | 2   | 241    |
| 2   | Fortec Motorsports                 | 6   | 4   | 9   | 11  | 17  | 11  | 12  | 9   | 9   | 7   | DNS | 16  | 16  | 10  | 13  | 22  | 10  | 10  | 241    |
| 3   | International Draco Racing         | 17  | 11  | 13  | DNF | 8   | 12  | 7   | DNF | 6   | 6   | 9   | 11  | 21  | 6   | 3   | 11  | DNF | DNF | 194    |
| 3   | International Draco Racing         | 18  | 13  | 5   | DNF | 5   | 1   | DNF | 5   | 7   | 4   | 13  | 8   | 1   | 5   | 10  | 2   | 12  | 4   | 194    |
| 4   | Arden Caterham                     | 3   | DNF | 1   | 13  | 7   | 5   | 2   | 4   | 2   | DNF | 7   | DNF | DNF | 1   | 1   | 3   | 4   | 13  | 186    |
| 4   | Arden Caterham                     | 4   | DNF | 7   | DNF | 18  | DNF | 16  | 12  | 18  | 8   | DNF | 9   | DNF | 14  | 11  | 20  | 9   | 20  | 186    |
| 5   | Tech 1 Racing                      | 1   | 15  | 14  | 10  | 11  | 8   | 14  | DNF | 16  | 5   | DNF | 18  | 5   | 13  | 17  | 6   | DNF | 14  | 169    |
| 5   | Tech 1 Racing                      | 2   | 5   | 11  | 6   | 6   | 17  | 3   | 6   | 3   | 15  | 2   | 2   | 6   | 4   | DNF | 4   | DNF | 8   | 169    |
| 6   | P1 Motorsport P1 by Strakka Racing | 21  | 18  | DNF | 2   | 4   | 7   | DNF | 2   | 4   | 3   | 4   | 6   | 8   | DNF | 5   | 13  | 2   | 3   | 157    |
| 6   | P1 Motorsport P1 by Strakka Racing | 22  | 9   | DNF | 16  | 14  | 19  | 17  | 11  | 15  | 21  | DNF | 15  | 10  | 15  | DNF | 16  | 7   | 16  | 157    |
| 7   | Lotus                              | 9   | 19  | 18  | 9   | 10  | 2   | 5   | 10  | 10  | 17  | 1   | 1   | 12  | 9   | 4   | 5   | DNF | 7   | 136    |
| 7   | Lotus                              | 10  | 14  | 12  | 19  | DNS | DNF | 20  | 17  | 8   | 12  | 8   | 7   | 13  | 7   | 15  | 10  | DNF | 9   | 136    |
| 8   | ISR                                | 7   | DNF | 19  | 4   | 2   | 22  | 18  | 8   | DNF | 11  | DNF | 4   | 3   | 12  | DNS | DNF | DNF | DNF | 86     |
| 8   | ISR                                | 8   | 3   | 8   | 7   | DNF | DNF | 11  | 13  | 22  | 23  | 16  | 14  | DNF | 19  | DNF | 19  | DNF | 11  | 86     |
| 9   | AV Formula                         | 27  | 6   | 4   | 3   | DNF | 10  | 4   | DNF | 12  | 16  | 5   | 20  | 9   | DNF | 6   | 7   | DNF | DNF | 74     |
| 9   | AV Formula                         | 28  | DNF | 15  | 15  | 13  | 18  | DNF | DNF | 19  | DNF | 15  | 12  | DNF | 21  | DNF | DNF | DNF | 19  | 74     |
| 10  | Zeta Corse                         | 23  | 8   | 10  | DNF | DNF | 6   | DNF | 18  | 5   | 20  | 6   | 5   | DNF | 16  | 8   | 8   | 5   | DNF | 73     |
| 10  | Zeta Corse                         | 24  | 17  | 17  | 22  | 22  | 14  | 21  | 14  | 20  | 18  | DNF | DNF | 7   | 22  | 16  | DNF | DNF | 6   | 73     |
| 11  | Carlin                             | 11  | 16  | 16  | 20  | 1   | 15  | 10  | DNF | 15  | 19  | DNF | DNF | 17  | 8   | DNF | 18  | DNF | 18  | 54     |
| 11  | Carlin                             | 12  | 7   | DNF | 18  | 12  | 3   | 9   | 19  | DNF | 13  | 10  | 13  | 20  | 20  | 14  | 14  | DNS | DNS | 54     |
| 12  | Pons Racing                        | 25  | 12  | 20  | 17  | 19  | 20  | 19  | 16  | 21  | 22  | 11  | 19  | 19  | 18  | 12  | 15  | 6   | 12  | 28     |
| 12  | Pons Racing                        | 26  | DNF | DNF | 12  | 21  | 21  | 6   | 7   | DNF | 14  | DNF | DNF | 11  | DNF | 7   | 12  | 13  | 17  | 28     |
| 13  | SMP Racing by Comtec               | 15  | DNF | NC  | 21  | 15  | 13  | 8   | DNF | 17  | 9   | 14  | 17  | 18  | DNF | 9   | 21  | 8   | DNF | 12     |
| 13  | SMP Racing by Comtec               | 16  | DNF | DNF | 14  | 16  | 16  | 22  | DNF | DNF | DNS | 12  | 21  | 14  | 17  | DNF | 17  | 11  | 15  | 12     |
| Pos | Team                               | No. | MNZ | MNZ | ARA | ARA | MON | SPA | SPA | MOS | MOS | RBR | RBR | HUN | HUN | LEC | LEC | ESP | ESP | Punten |

- Coureurs vertrekkend van pole-position zijn vetgedrukt.
- Coureurs met de snelste raceronde in cursief.

1998 · 1999 · 2000 · 2001 · 2002 · 2003 · 2004 · 2005 · 2006 · 2007 · 2008 · 2009 · 2010 · 2011 · 2012 · 2013 · 2014 · 2015 · 2016 · 2017
Lijst van coureurs